# Jordan Barrera
Jordan Andrés Barrera Herrera (ur. 11 kwietnia 2006 w Soledad) – kolumbijski piłkarz występujący na pozycji ofensywnego pomocnika, od 2025 roku zawodnik Junior.